# Cimolopteryx
Cimolopteryx — викопний рід сивкоподібних птахів родини Cimolopterygidae, що існував у кінці крейдового періоду, 75 млн років тому та вимер 66 млн років тому. Скамянілі рештки знайдені у Північній Америці: у провінціях Альберта та Саскачеван у Канаді та у штатах Вайомінг, Монтана, Колорадо у США.
Це пташка розміром із невеликого мартина. Описаний Cimolopteryx виключно по кістках коракоїда, але цього достатньо, щоб відрізнити цього птаха від інших птахів. Крім того виділено кілька видів у середині роду.